# La Fontaine-Saint-Martin

La Fontaine-Saint-Martin este o comună în departamentul Sarthe, Franța. În 2009 avea o populație de 593 de locuitori.